# Твердохліб Єгор Михайлович
Єгор Михайлович Твердохліб (нар. 17 грудня 2000, Борова, Київська область) — український футболіст, нападник «Кривбаса».

## Життєпис
Футбольний шлях розпочав у київському «Динамо», але в 2014 році опинився у вишгородській «Чайці». З 2014 по 2018 рік виступав за вишгородців у чемпіонаті Києва та ДЮФЛУ. Сезон 2018/19 років провів за «Чайку» в аматорському чемпіонаті України. Наступний сезон розпочав в складі представника аматорського чемпіонату України «Атлет» (Київ), але восени 2019 року перейшов НУФВСУ, де виступав за столичну студентську команду.
Взимку 2020 року перебрався до «Гірник-Спорту», у футболці якого дебютував 24 лютого 2020 року в програному (1:2) виїзному поєдинку 20-го туру Першої ліги України проти петрівського «Інгульця». Єгор вийшов на поле в стартовому складі, на 37-ій хвилині отримав жовту картку, на 64-ій хвилині його замінив Ілля Чередниченко. Дебютним голом за команду з Горішніх Плавнів відзначився 11 вересня 2020 року на 80-ій хвилині нічийного (1:1) виїзного поєдинку 2-го туру Першої ліги України проти одеського «Чорноморця». Твердохліб вийшов на поле в стартовому складі та відіграв увесь матч, а на 88-ій хвилині отримав жовту картку. Всього за три сезони провів за клуб 57 ігор у першій лізі і забив 7 голів.
В серпні 2022 року перейшов у вищоліговий «Минай» на правах вільного агента перейшов і під керівництвом Володимира Шарана перетворився на лідера цієї команди. За результатами дебютного сезону в Прем'єр-лізі на рахунку Твердохліба було 5 голів та 2 асисти у 30 матчах, завдяки чому він був включений до символічної збірної УПЛ за версією Wyscout.